# Куценко Григорій Петрович
Григо́рій Петро́вич Куце́нко (нар. 5 січня 1949, с. Іванівка Ставищенського району Київської області — пом. 16 вересня 2017, м. Київ) — український громадський діяч, публіцист. Голова Київського товариства політв'язнів і репресованих.

## Біографія

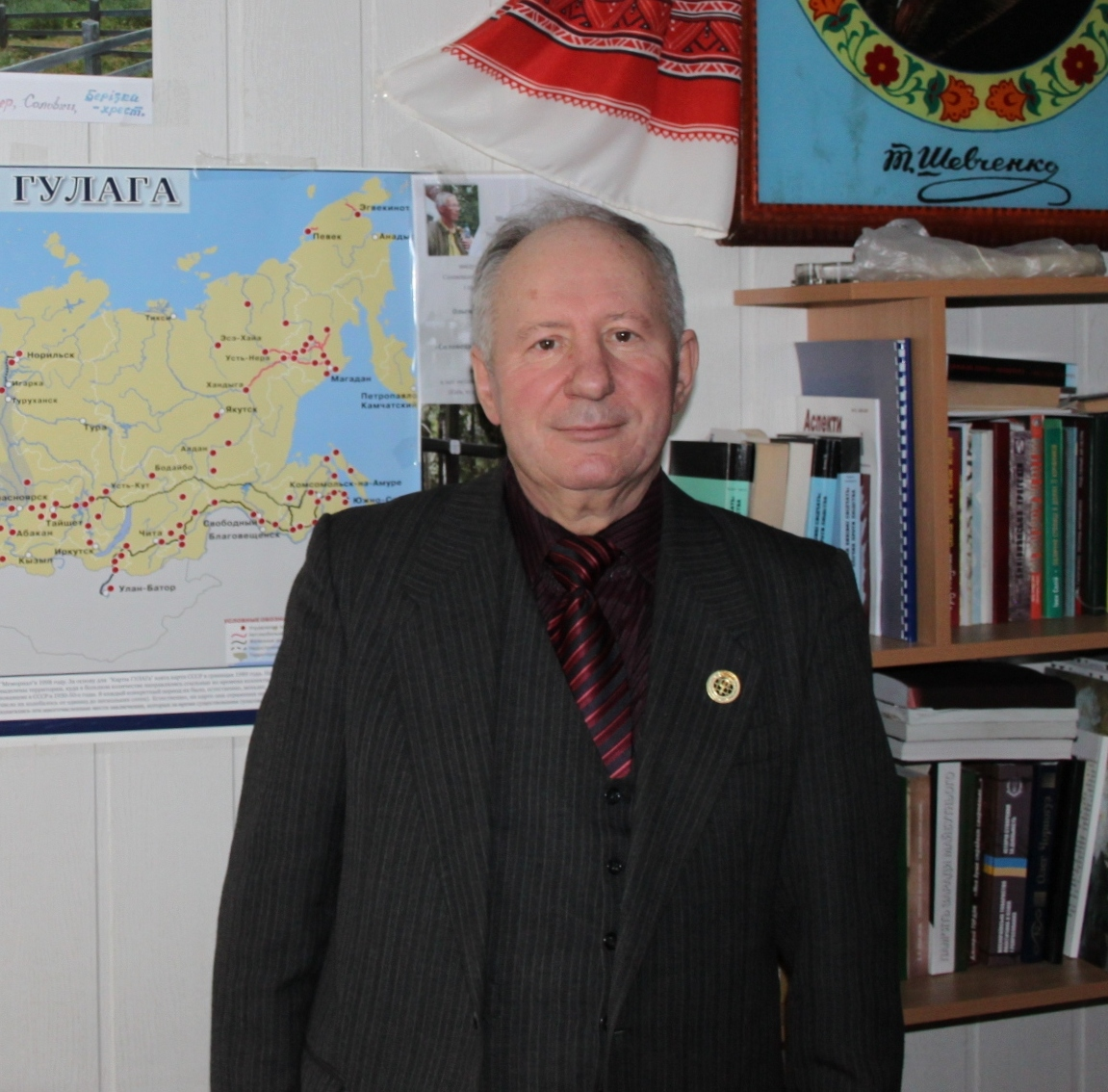
Григорій Куценко (Київ, 20.02.2015). Фото Сергія Шевченка

Народився 5 січня 1949 у с. Іванівка Ставищенського району Київської області, українець.
У 15 років виїхав до Києва навчатися в суднобудівному ПТУ. Закінчивши його, працював на суднобудівному заводі, жив у гуртожитку, закінчив вечірню школу.
1968 року призваний до армії, служив у ракетних військах, мав добру репутацію і направлений на річні курси політпрацівників, які закінчив на «відмінно». Екстерном склав 18 екзаменів за повний курс військово-політичного училища. В училищі Куценка прийняли в партію, присвоїли звання лейтенанта і направили на службу вже кадровим військовиком у Московський військовий округ.
Старший лейтенант, командир роти В/Ч 73723 проживав у Загорську Московської області.
Заарештований 6 серпня 1984. Під слідством перебував у Лефортовській в'язниці. Засуджений ВТ Московського ВО 15 лютого 1985, обв.: Ст. 70 ч. 1 КК РРФСР.
Інкримінували Куценку розповсюдження книжок О. Солженіцина, А. Зінов'єва, щоденникові записи, чернетки листів на захист А. Щаранського, Ю. Орлова та ін., усні висловлювання на політзаняттях, зокрема, що Україна може існувати й незалежно від СРСР.
Вирок: 4 роки ВТТ. Термін відбував у Пермських таборах. Указом ПВР СРСР від 18.06.1987 термін ув'язнення скорочено наполовину. Звільнений 12.01.1988. Реабілітований 05.03.1992 Головною військовою прокуратурою РФ.
Учасник серпневих 1991 р. подій у Москві на боці демократичних сил. Автор низки публікацій у пресі на гуманітарні й правозахисні теми. 
З 1991 р. — член Демократичної партії України, з 1994 — голова секретаріату, заступник голови ДемПУ, з 2006 р. — голова Київського товариства політичних в'язнів та жертв репресій. Неодноразово брав участь у «Соловецьких прощах» у складі делегацій української громадськості, з 2010 р. — організатор поїздок української громадськості до меморіалів жертвам політичного терору в урочище Сандармох (Карелія) та на Соловки. Член правління громадської організації «Міжнародне об'єднання „Соловецьке братство“».
Мешкав і помер у Києві.